# Ensemble Altstadt Bad Brückenau

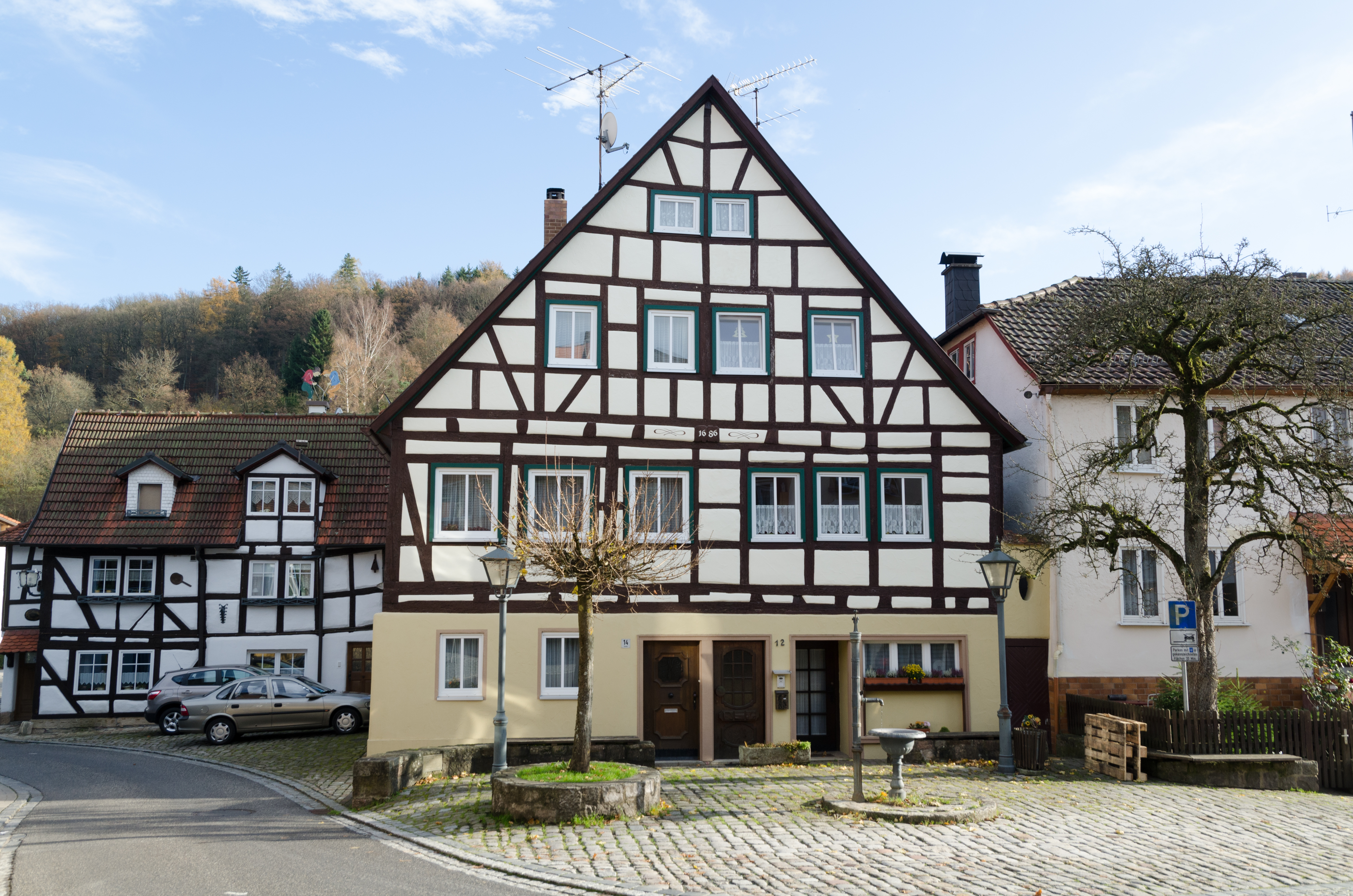
Altstadt von Bad Brückenau

Das Ensemble Altstadt in Bad Brückenau, einer Stadt im unterfränkischen Landkreis Bad Kissingen in Bayern, ist ein Bauensemble, das unter Denkmalschutz steht. 
Das vom Stadtbrand im Jahre 1876 weitgehend verschont gebliebene Stadtviertel mit dem nordsüdlich verlaufenden Straßenzug der Altstadt hieß ursprünglich Neustadt und stellt die im Anschluss an die Stadtgründung des 13. Jahrhunderts angelegte Vorstadt Brückenaus dar. 
Die Altstadt verläuft im rechten Winkel zur Hauptstraße und ist mit Höfen bebaut, deren Wohnhäuser in geschlossener Giebelreihung, leicht gegeneinander versetzt, die Straßenabschlüsse bilden. Es handelt sich meist um Halbwalmdachbauten mit zum Teil verschindelten Fachwerkobergeschossen, die im Kern auf das 16./17. Jahrhundert zurückgehen. Dem Straßenzug ist nordöstlich vor dem Obertor an der gleichnamigen Straße und an der Siebenbrückengasse ein Vorstadtviertel aus Kleinhäusern zumeist in Fachwerkbauweise vorgelagert.